# Brenda Fricker
Brenda Fricker (ur. 17 lutego 1945 w Dublinie) – irlandzka aktorka, laureatka Oscara za drugoplanową rolę w filmie Moja lewa stopa.

## Życiorys
Matka Brendy, Bina, była nauczycielką w Stratford College, a jej ojciec, Desmond, był oficerem w Ministerstwie Rolnictwa i dziennikarzem „The Irish Times”. Jako nastolatka Brenda chciała zostać dziennikarką.
Zanim została aktorką, Fricker była asystentką redaktora działu sztuki w „The Irish Times”. W wieku 19 lat, stała się aktorką „przez przypadek”, jej kariera zaczęła się od gościnnego występu w filmie z 1964 roku W niewoli uczuć, w oparciu o powieść Maughama z 1915 roku.
Popularność zdobyła w Wielkiej Brytanii dzięki roli Megan Roach w serialu BBC One Na sygnale. Grała tę rolę regularnie od 1986 do 1990 roku, przy czym niektóre gościnne występy później. Ostatecznie w 2010 roku jej postać została uśmiercona.
Fricker następnie wzięła udział w kilku filmach. W 1990 roku zdobyła Oscara dla najlepszej aktorki drugoplanowej za rolę matki Christy’ego Browna w obrazie Moja lewa stopa. Odbierając nagrodę podziękowała Christy’emu Brownowi w swoim przemówieniu, mówiąc po prostu Being Alive, a także dedykowała Oscara pani Brown, matce Christy’ego.
Następnie Fricker wystąpiła w obrazie Pole w 1990 roku. W 1992 roku wystąpiła w sequelu Kevin sam w Nowym Jorku. W roku 2003 zagrała u boku Cate Blanchett i Colina Farrella w biograficznym obrazie Veronica Guerin. Rola ta jej przyniosła kolejna nominację do Irish Film Award. Dwa lata później wystąpiła w filmie Ja w środku tańczę, który dał jej kolejną nominacje do Irish Film Award.
Fricker w 2007 roku pojawiła się w filmie Znak miłości (Closing the Ring) wyreżyserowanym przez Richarda Attenborough’a, w tym filmie wystąpili również: Shirley MacLaine, Christopher Plummer i Mischa Barton. W 2012 roku za rolę drugoplanową u boku Glenn Close w filmie Albert Nobbs zdobyła nominację do Irish Film Award. W 2014 roku przeszła na emeryturę, wycofując się z gry w filmach.
Fricker obecnie mieszka w Dublinie. Jej mężem był zmarły w 1990 roku reżyser Barry Davies.

## Filmografia

### Filmy fabularne
- 1964: W niewoli uczuć (Of Human Bondage) jako Epizod (niewymieniona w czołówce)
- 1965: Deirdre jako Muzykantka
- 1969: Zbereźnik (Sinful Davey, niewymieniona w czołówce)
- 1973: High Kampf
- 1979: The Quatermass Conclusion jako Alison Thorpe
- 1979: The Music Machine jako Pani Pearson
- 1979: Bloody Kids jako Pielęgniarka
- 1982: The Ballroom of Romance jako Bridie
- 1985: The Woman Who Married Clark Gable jako Mary
- 1985: Exploits at West Poley jako Ciotka Draycott
- 1989: Moja lewa stopa (My Left Foot: The Story of Christy Brown) jako Pani Brown
- 1990: Pole (The Field) jako Maggie McCabe
- 1991: Zabójcza niewiedza (Lethal Innocence) jako Vinnie
- 1992: The Sound and the Silence jako Eliza
- 1992: Kevin sam w Nowym Jorku (Home Alone 2: Lost in New York) jako Kobieta z Central Parku z gołębiami
- 1992: Seekers jako Stella Hazard
- 1992: Utz jako Marta
- 1993: Deadly Advice jako Iris Greenwood
- 1993: Poślubiłem morderczynię (So I Married an Axe Murderer) jako May Mackenzie
- 1994: Nieważny człowiek (A Man of No Importance) jako Lily Byrne
- 1994: Anioły na boisku (Angels in the Outfield) jako Maggie Nelson
- 1995: Journey jako Lottie
- 1996: Czas zabijania (A Time to Kill) jako Ethel Twitty
- 1996: Swann jako Rose Hindmarch
- 1996: Moll Flanders jako Pani Mazzawatti
- 1997: Spryciarz (Masterminds) jako Claire Maloney
- 1998: Painted Angels jako Annie Ryan
- 1998: Pete's Meteor jako Lily
- 1998: Morderca z Belfastu (Resurrection Man) jako Dorcass Kelly
- 1998: Amerykanin (The American) jako Pani Bread
- 1999: Resurrection jako Matka Clare
- 1999: Durango jako Ciotka Maewe
- 2000: Zakochany anioł (Cupid & Cate) jako Willie Hendley
- 2001: Wojenna panna młoda (The War Bride) jako Betty
- 2001: I Was a Rat jako Joan Jones
- 2002: Kulisy zbrodni (Torso: The Evelyn Dick Story) jako Alexandra MacLean
- 2002: The Intended jako Pani Jones
- 2003: Watermelon jako Teresa Ryan
- 2003: Zmowa milczenia (Conspiracy of Silence) jako Annie McLaughlin
- 2003: Veronica Guerin jako Bernie Guerin
- 2004: Ja w środku tańczę (Inside I’m Dancing) jako Eileen
- 2004: Kariera Heidi Fleiss (Call Me: The Rise and Fall of Heidi Fleiss) jako Madame Alex
- 2004: Zamach w Omagh jako Policjantka Nuala O’Loan
- 2004: Trauma jako Petra
- 2004: Razor Fish jako Molly
- 2005: Milk jako Nan
- 2006: Tara Road jako Mona
- 2007: How About You jako Heather Nightingale
- 2007: Znak miłości (Closing the Ring) jako Eleanor
- 2008: Stone of Destiny jako Pani McQuarry
- 2008: Piękni ludzie (Beautiful people) jako Lady Nerg
- 2009: Na sygnale (Casualty) jako Megan Roach
- 2010: Locked In jako Joan
- 2011: Albert Nobbs jako Polly
- 2012: Trupia farma (The Body Farm ) jako Eileen Quinn
- 2012: Cloudburst jako panna Dot
- 2013: A Long Way from Home jako Brenda
- 2014: Crossmaglen jako Ciocia Kathleen
- 2014: Forgive me jako Pani Smith

### Seriale telewizyjne
- 1971: The Sinners jako Joan Twomey
- 1972: BBC Play of the Month jako Emma
- 1972: The Man Outside jako Molly
- 1973: Black and Blue jako Ellie
- 1973: Helen: A Woman of Today jako Caroline Ainsley
- 1974: Armchair Theatre jako Pat Moran
- 1976-1978: Play for Today jako Eileen Graham
- 1977: Coronation Street jako Pielęgniarka Maloney
- 1978: People Like Us jako Gloria
- 1978: Z Cars jako Tina Stevens
- 1979: Telford’s Change jako Pat Burto
- 1979: Quatermass jako Aliso
- 1981: BBC2 Playhouse jako Dorothy
- 1981: Juliet Bravo jako Marion Kershaw
- 1982: Angels
- 1983: The Gathering Seed jako Kitty Henshaw
- 1984: Eh Brian! It’s a Whopper jako Bridget
- 1986: To Have and to Hold
- 1986-2007: Na sygnale (Casualty) jako Megan Roach
- 1991: Brides of Christ jako Siostra Agnes
- 1995: A Woman of Independent Means jako Matka Steed
- 1999: Relative Strangers jako Maureen Lessin
- 2002: Żadnych łez (No Tears) jako Grainne McFadden
- 2008: Beautiful People jako Gran Doonan (‘Narg’)

## Nagrody
- Nagroda Akademii Filmowej Najlepsza aktorka drugoplanowa: 1990 Moja lewa stopa